# Weiße Federlibelle
Die Weiße Federlibelle (Platycnemis latipes) ist eine Libelle aus der Familie der Federlibellen (Platycnemididae). Sie bewohnt Südwesteuropa und dort bevorzugt das Mittelmeergebiet.

## Merkmale

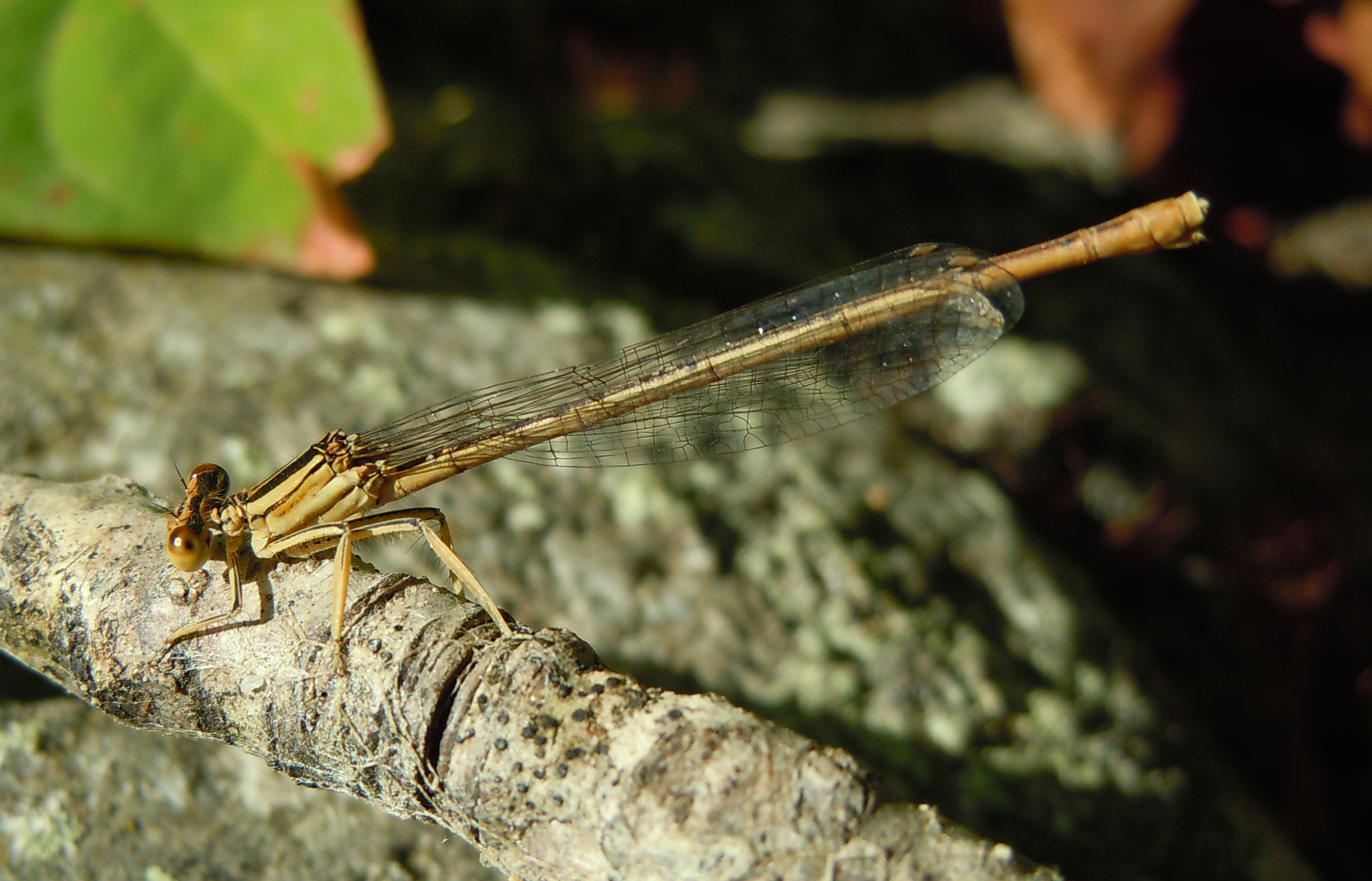
Weibchen

Die maximale Körperlänge der Weißen Federlibelle beträgt 35 und die Flügelspannweite 55 Millimeter. Beide Geschlechter verfügen über eine weißliche und porzellanartige Grundfärbung. Bei Jungtieren ist der Thorax hell beige und die Augen milchig braun. Geschlechtsreife Männchen zeigen auch blass-hellblaue Farbanteile und haben außerdem einen grünlich und gelb gefärbten Thorax und himmelblaue Augen. Das ausgereifte Weibchen erhält graue Farbanteile, während die restliche Färbung unverändert bleibt. Das Männchen verfügt vom sechsten bis zum zehnten und das Weibchen vom zweiten bis zum siebten Hinterleibssegment über dunkle Längsstreifen, die beim Weibchen recht schmal ausfallen. Auffällig sind die stark verbreiterten Beinschienen (Tibien) des zweiten und dritten Beinpaares. Die Tibien beider Geschlechter zeigen eine Roséfärbung.

### Ähnliche Arten

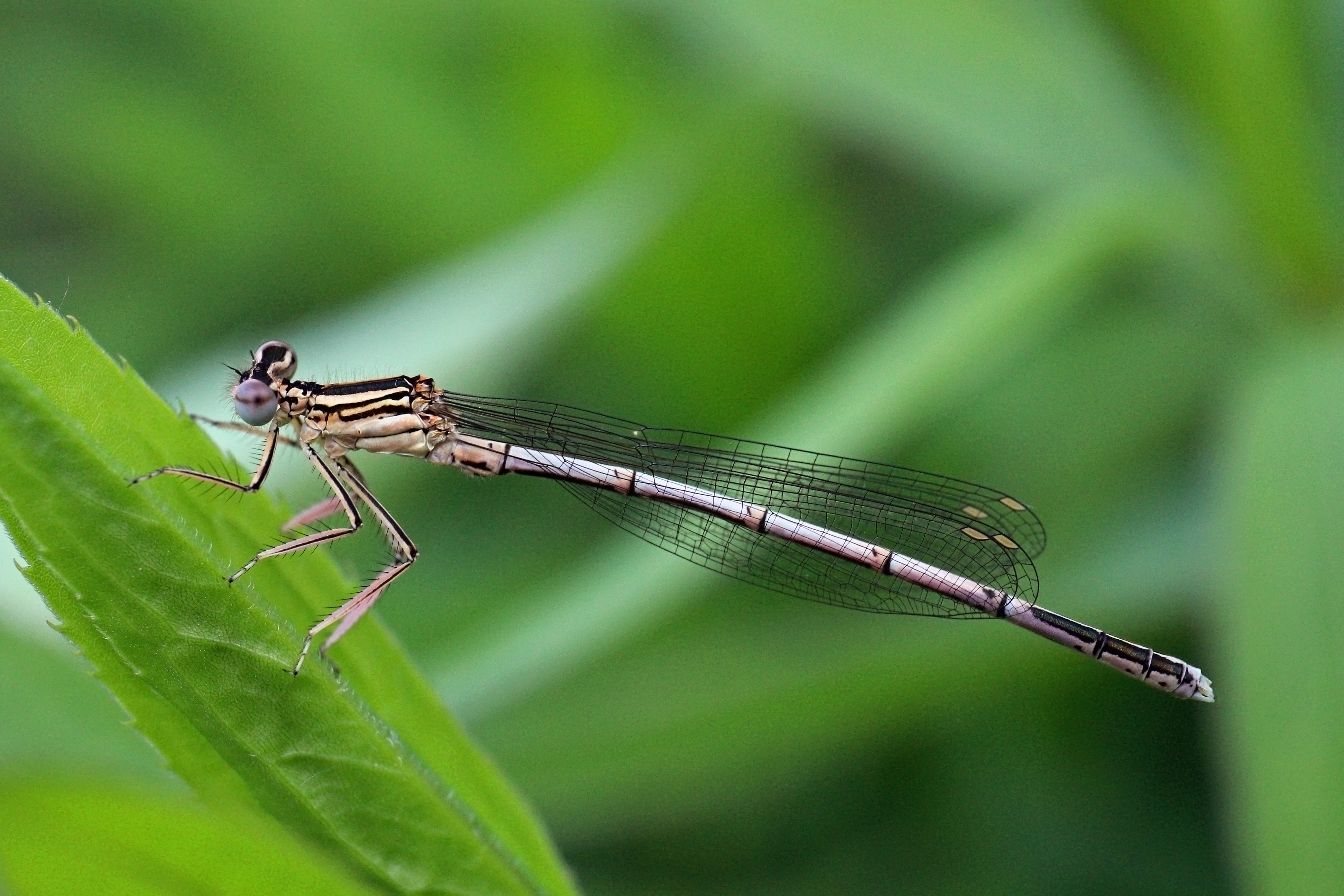
Unausgereiftes Männchen der Blauen Federlibelle (Platycnemis pennipes)

Die Weiße Federlibelle kann durch ihre Färbung leicht mit Jungtieren anderer Federlibellen, besonders mit denen der nah verwandten Blauen Federlibelle (Platycnemis pennipes) verwechselt werden. Unterscheidungsmerkmale sind die bei der Weißen Federlibelle weniger ausgedehnten Längsstreifen und die stärker verbreiterten Tibien, die der Schwesterart fehlen. Wie alle Federlibellen erinnert auch die Weiße Federlibelle entfernt an Schlanklibellen (Coenagrionidae).

## Vorkommen
Die Weiße Federlibelle ist überwiegend im westlichen Mittelmeergebiet in den Ländern Frankreich, Spanien und Portugal verbreitet. Bevorzugte Habitate sind stark bewachsene und besonnte Uferzonen von langsam fließenden Gewässern verschiedener Art und Breite. Darüber hinaus dienen auch die Ränder von Teichen und Seen als Lebensraum. 1967 wurde die Weiße Federlibelle auch im Elsass am Hardt–Kanal, einem von Neuf-Brisach nach Süden führenden Bewässerungskanal, nahe der Straße Müllheim–Mülhausen gesichtet. Der Fundort liegt nur 4 Kilometer von der deutschen Grenze entfernt. Es wurden jedoch keine Funde aus Deutschland, etwa aus dem nahe der Grenze liegenden Gebiet um Lörrach gemeldet. Bei den Funden aus dem Elsass handelte es sich ausschließlich um noch nicht  geschlechtsreife Exemplare, die Angaben könnten daher auch auf Verwechslungen mit der Blauen Federlibelle (s. Kapitel Ähnliche Arten) zurückzuführen sein. In neuerer Literatur und Verbreitungsstatistiken wird dieser Bericht aufgrund dessen nicht mehr erwähnt.

### Bedrohung und Schutz
Die Weiße Federlibelle ist in ihrem Lebensraum meist häufig anzutreffen und wird deshalb von der IUCN als „nicht gefährdet“ eingestuft. Dennoch ist sie wie alle Libellenarten streng geschützt.

## Lebensweise

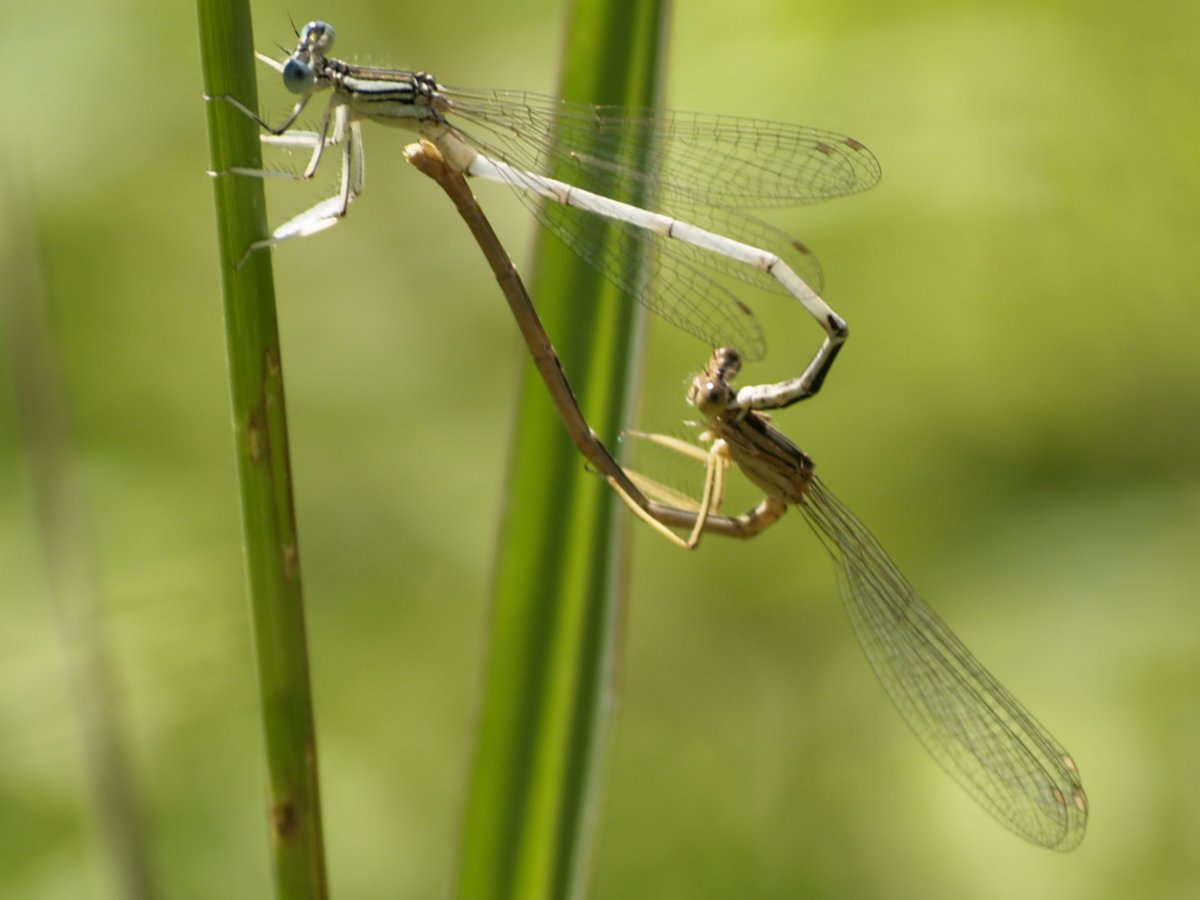
Paarungsrad

Die Lebensweise der Weißen Federlibelle ähnelt der der Blauen Federlibelle. Wie alle Libellen ernährt sich auch diese Art räuberisch. Die ausgewachsenen Libellen bilden keine Reviere und suchen aufgrund ihrer vergleichsweise schlechten Flugfähigkeit bevorzugt niedere Vegetation als Aufenthaltsort auf. Begegnen sich mehrere Männchen, drohen diese einander mit erhobenen Tibien, wobei es jedoch nicht zu Angriffen kommt.

### Fortpflanzung

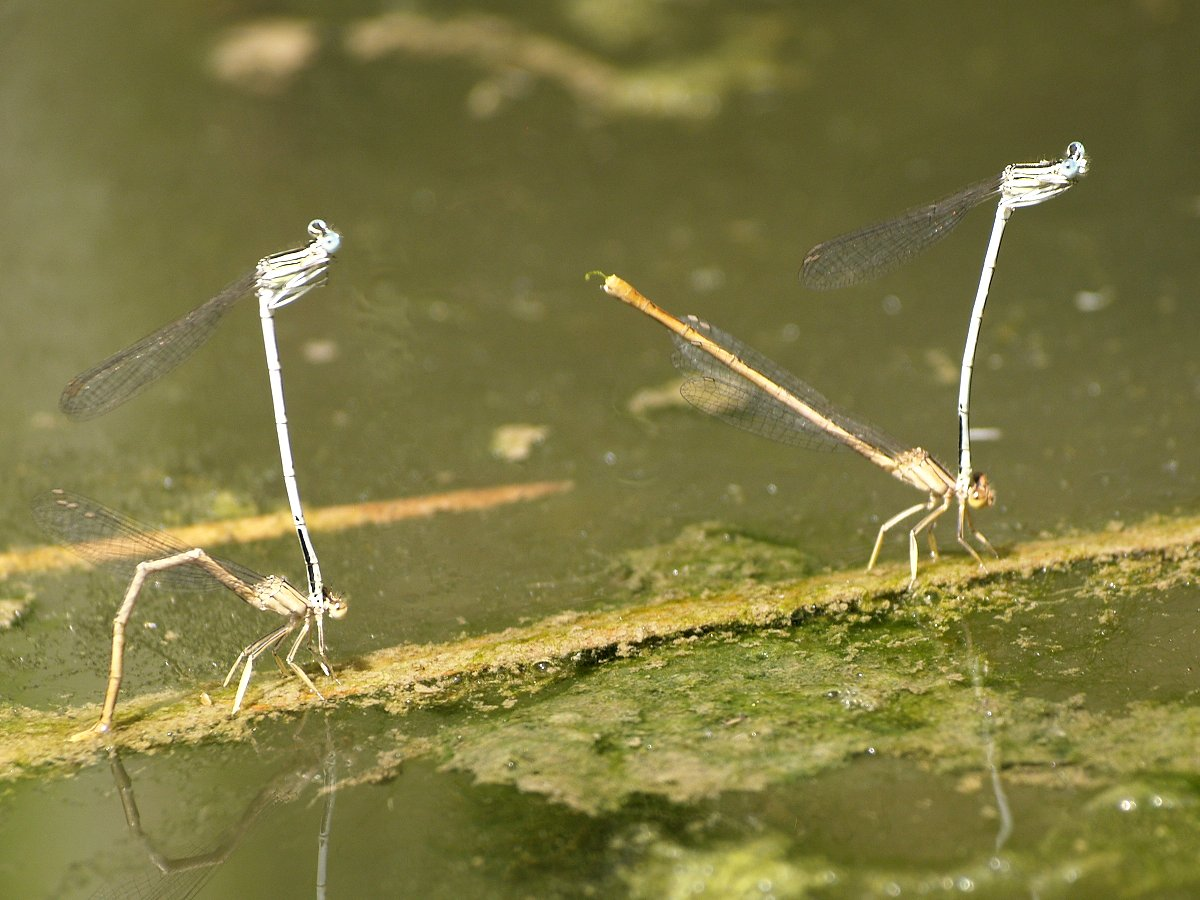
Zwei Paare bei der Eiablage

Die Flugzeit der Weißen Federlibelle findet im Regelfall zwischen Juni und August, bei guten Witterungsbedingungen auch zwischen Ende April und September statt. Ein Männchen wartet auf die Möglichkeit, ein vorbeifliegendes Weibchen im Flug zu ergreifen und versucht dies anschließend. Ist das Weibchen noch nicht geschlechtsreif oder paarungsunwillig, lässt es sich zu Boden fallen und ist somit für das Männchen nicht mehr sichtbar. Der Versuch zur Bildung eines Paarungsrades bei zwei paarungsbereiten Libellen unterschiedlichen Geschlechts kann mitunter sehr mühsam erscheinen und mehrere Versuche in Anspruch nehmen. Unpassende Witterungen, etwa Böen, können deren Bildung gänzlich unmöglich machen. Das Weibchen verhält sich bei einer Paarung, sollte sie gelingen, sehr passiv. Die Paarung kann zwischen sieben und über 70 Minuten dauern. Danach wendet sich das Paar der Eiablage zu, die auch hier in Tandemstellung erfolgt. Häufig findet die Eiablage in Kolonien mehrerer Paare statt, was einen Schutz vor möglichen Fressfeinden gewährt. Die Larve ähnelt der der Blauen Federlibelle, besitzt aber breitere Kiemenblättchen. Die frisch geschlüpften Libellen verbleiben dann bis zur Geschlechtsreife in der Nähe ihres Schlupfortes. Dies nimmt 11 bis 25 Tage in Anspruch. Die ausgereiften Imagines leben anschließend noch etwa 20 weitere Tage.

## Systematik und Taxonomie
Die Federlibellen wurden früher zur Familie der Schlanklibellen (Coenagrionidae) gezählt. Mit dieser nahe verwandten Gruppe haben sie die schlanke äußere Gestalt gemeinsam. Auch die Flügelmale der beiden Gruppen, die nur wenig länger als breit sind und nur über einer bis eineinhalb Zellen der Flügeladerung stehen, sind sehr ähnlich. Unterscheidungsmerkmale sind jedoch die doppelten schwarzen Längsstriche auf dem Thorax und die Tibien am zweiten und dritten  Beinpaar, die mit langen Härchen besetzt sind und dadurch ein federartiges Aussehen haben. Dieses Merkmal hat zum deutschen Trivialnamen Federlibellen geführt.

## Galerie

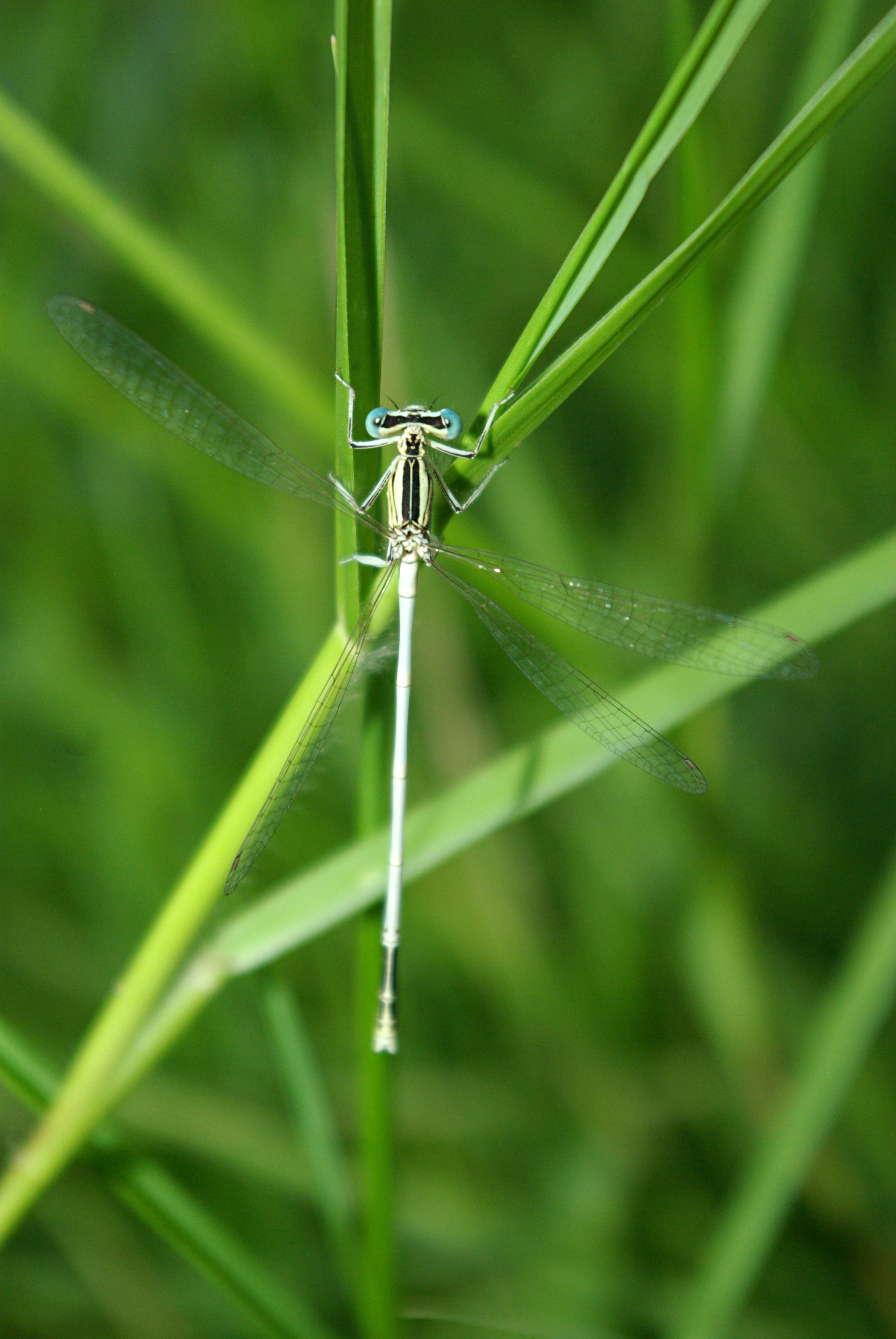
Draufsicht eines Männchens
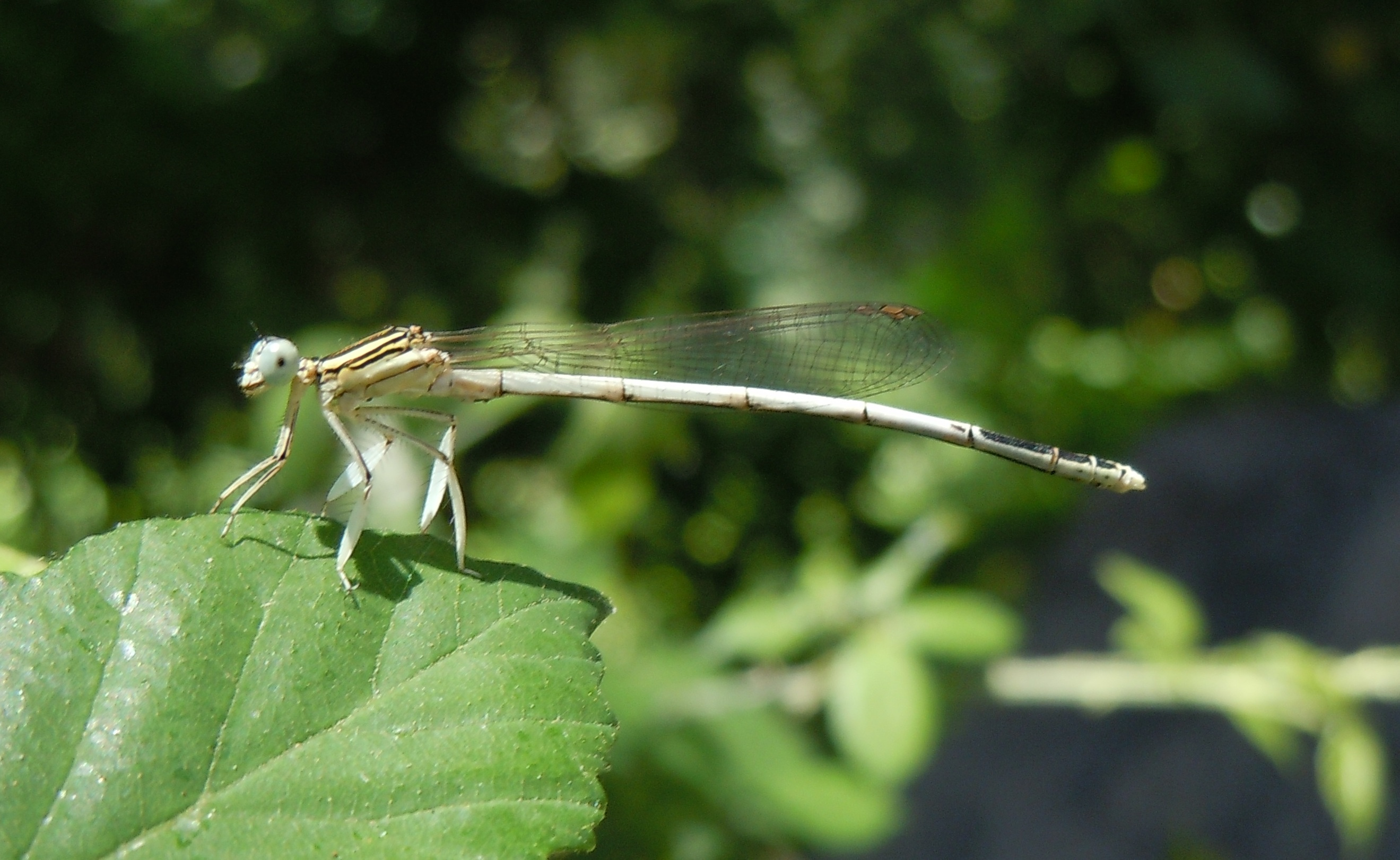
Lateralsicht eines Männchens
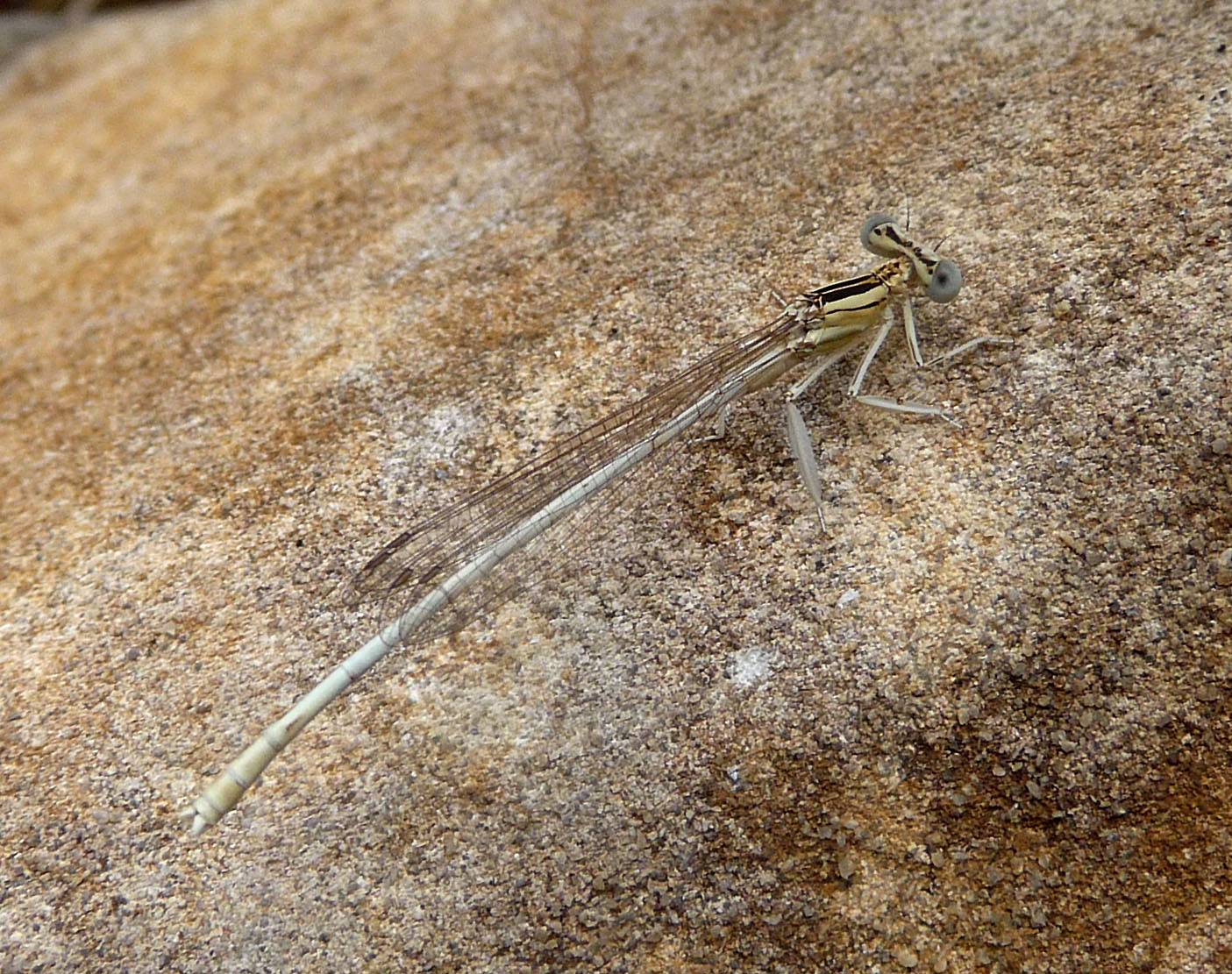
Rückansicht eines Männchens
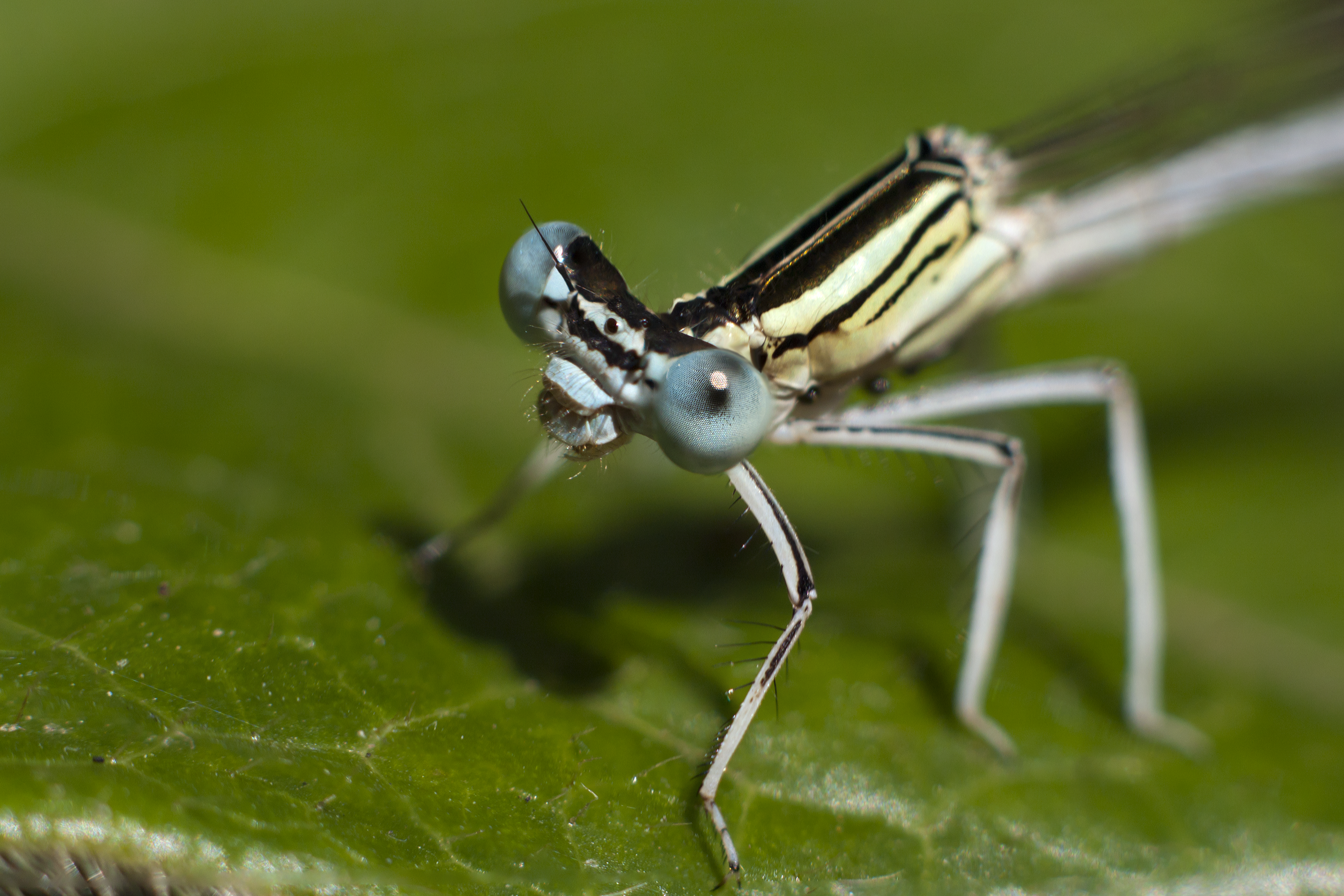
Detailaufnahme eines Männchens
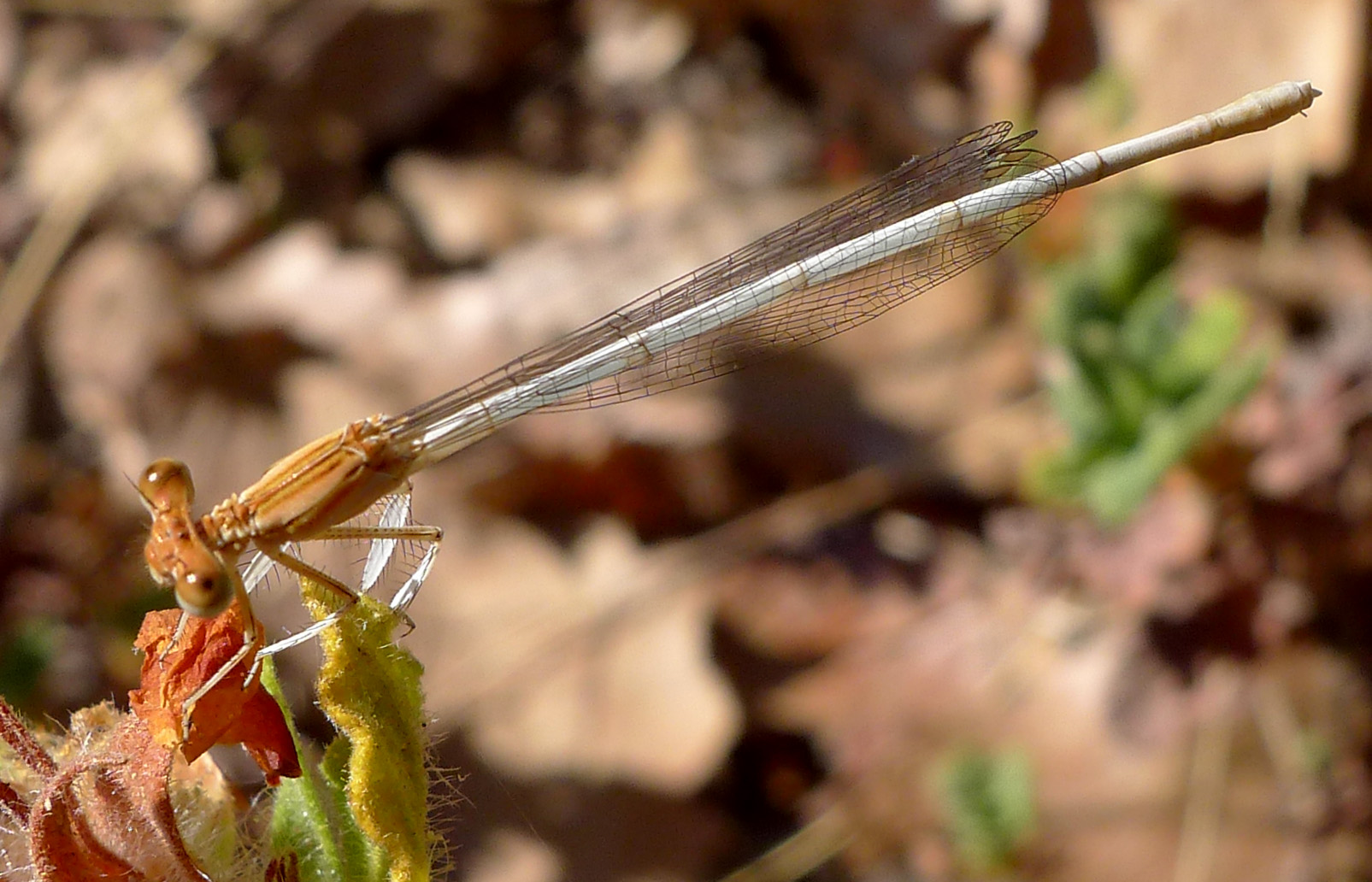
Draufsicht eines Weibchens
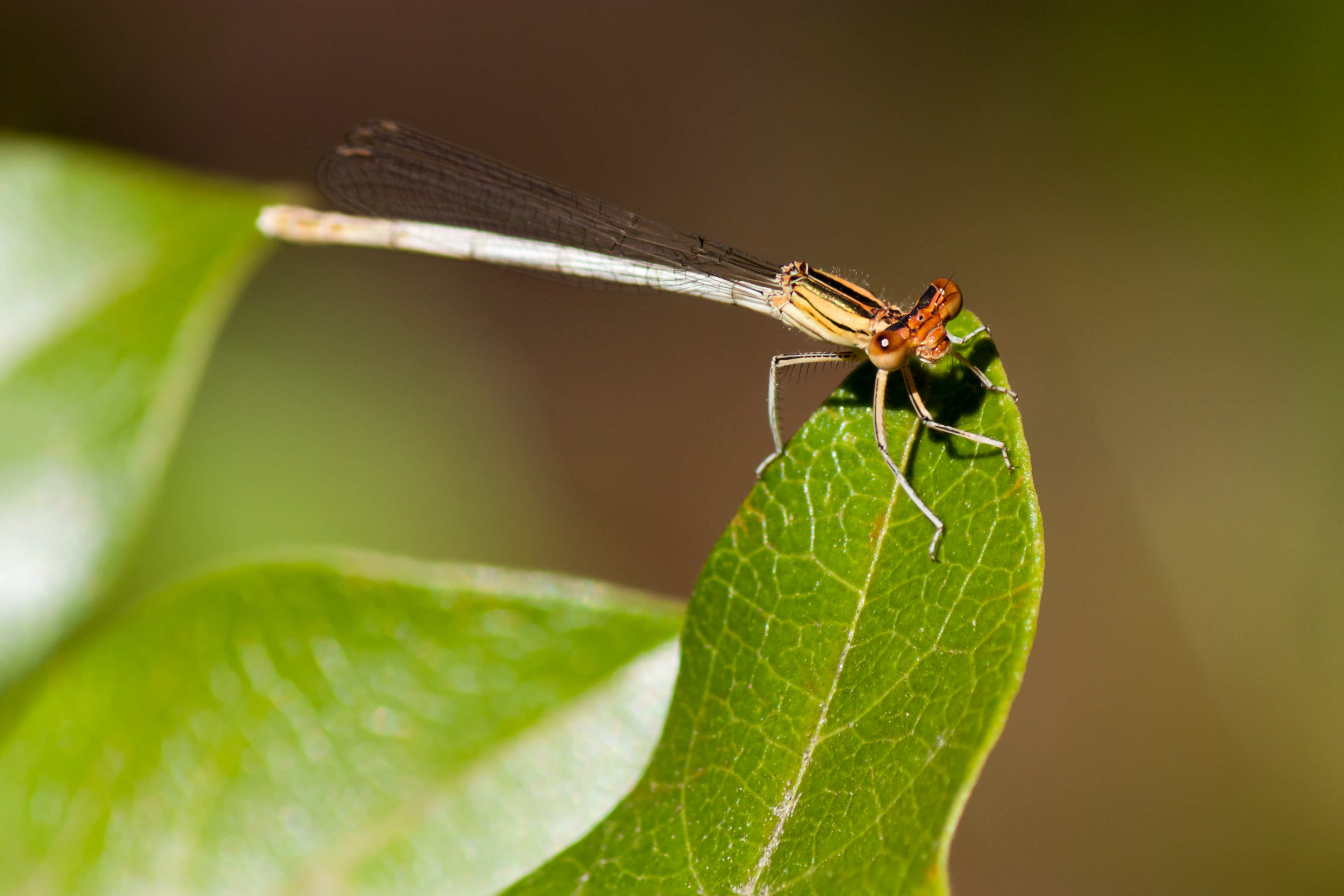
Frontalansicht eines Weibchens
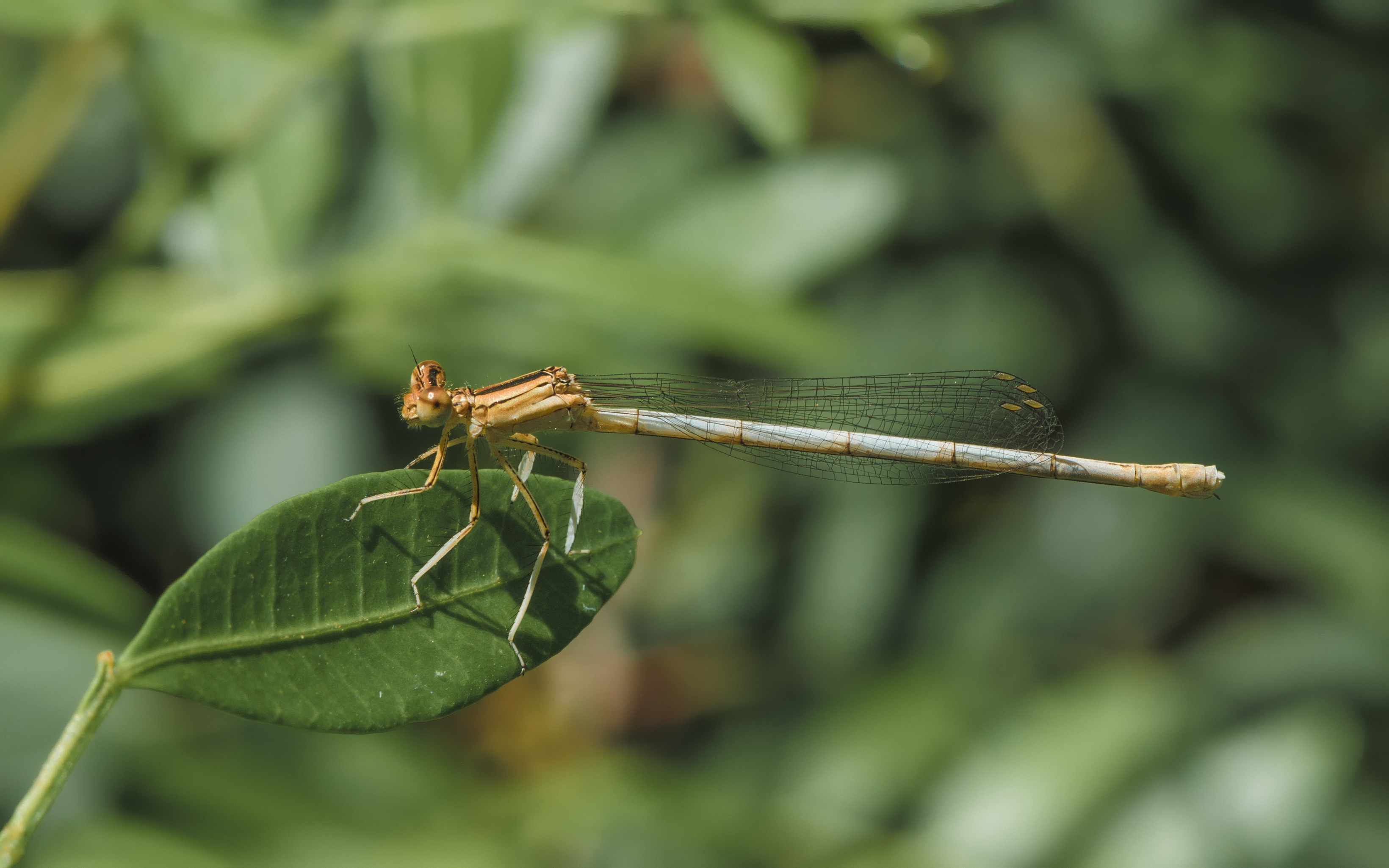
Lateralsicht eines Weibchens
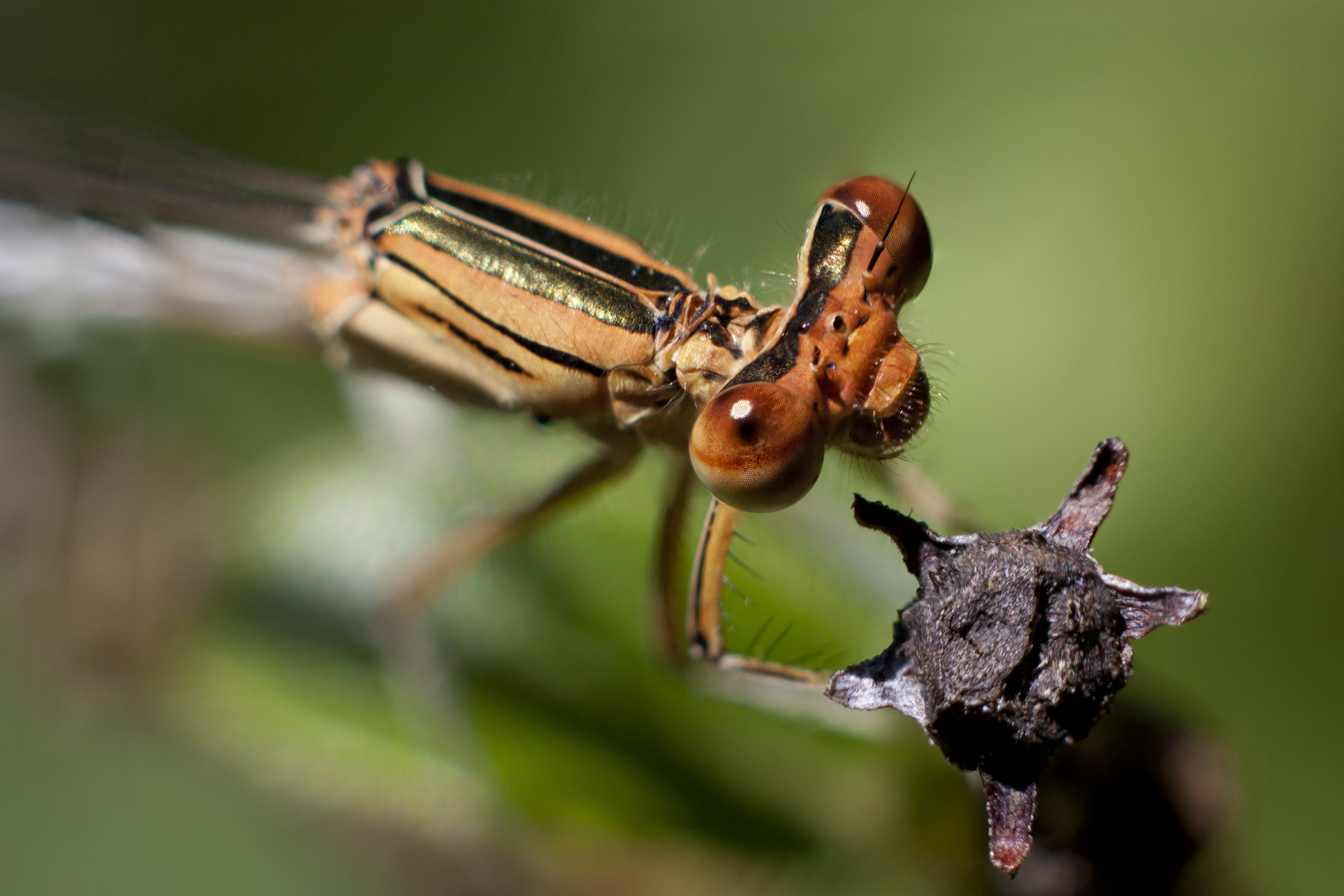
Detailaufnahme eines Weibchens
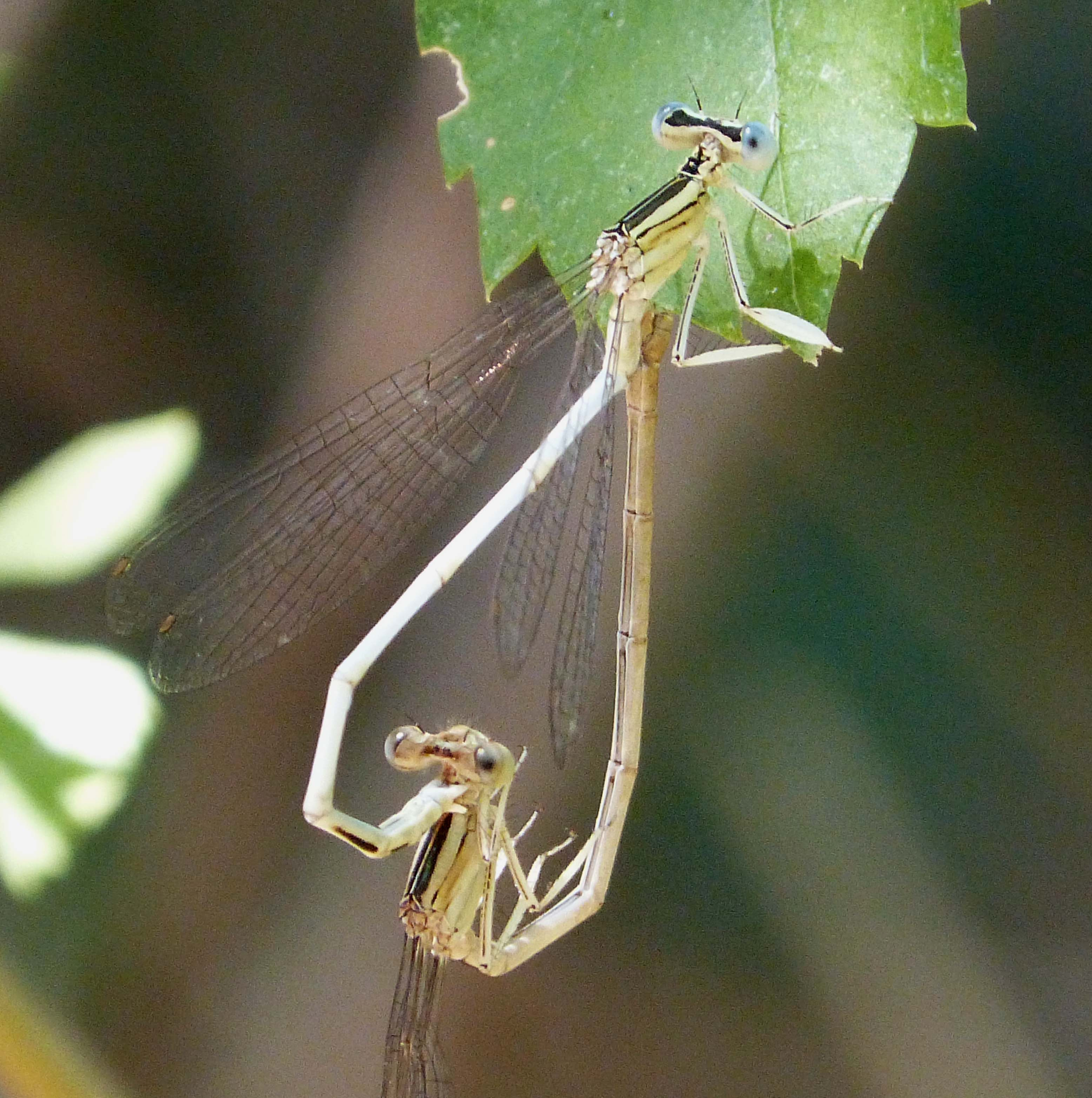
Draufsicht eines Paarungsrades
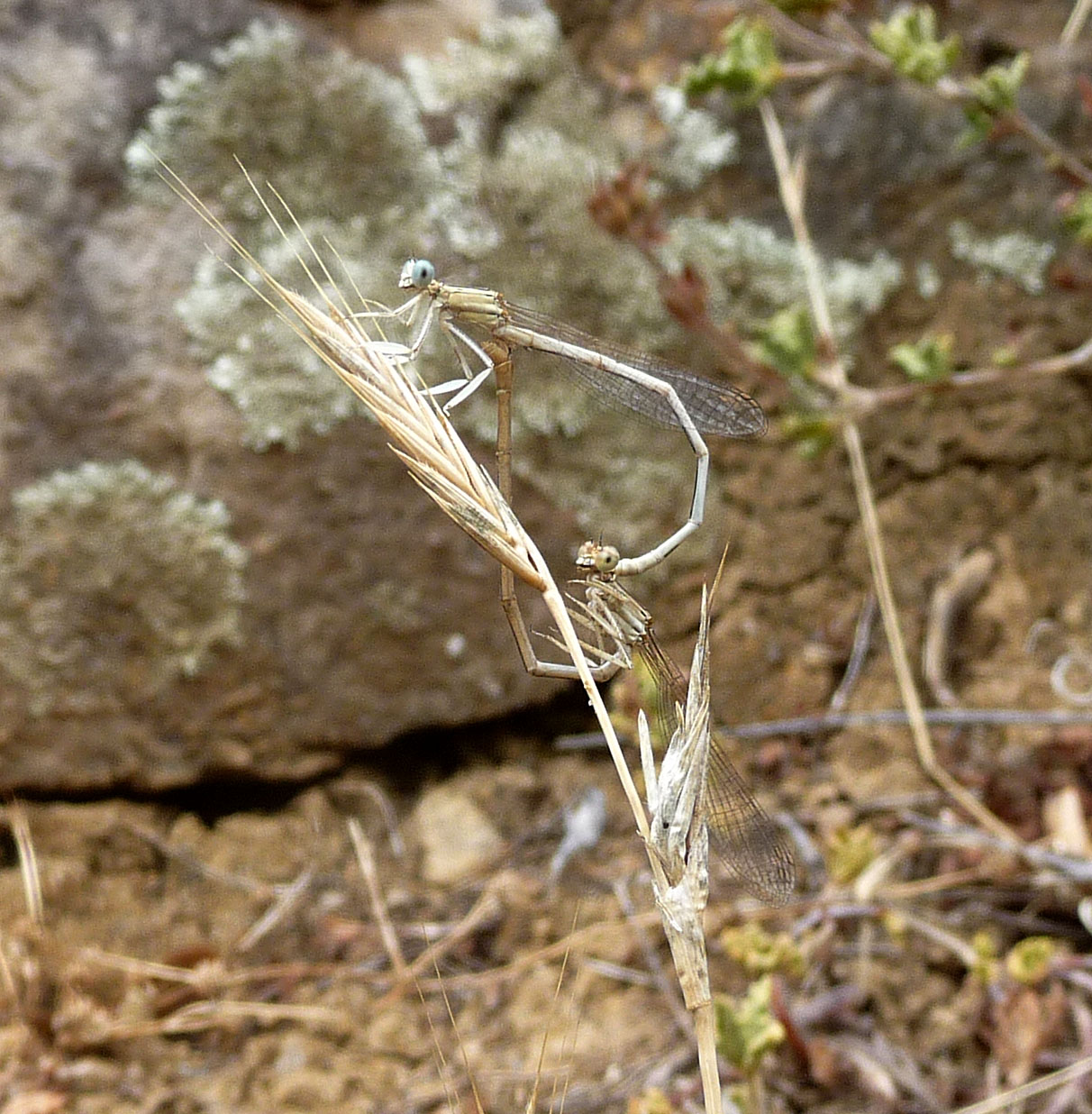
Lateralsicht eines Paarungsrades
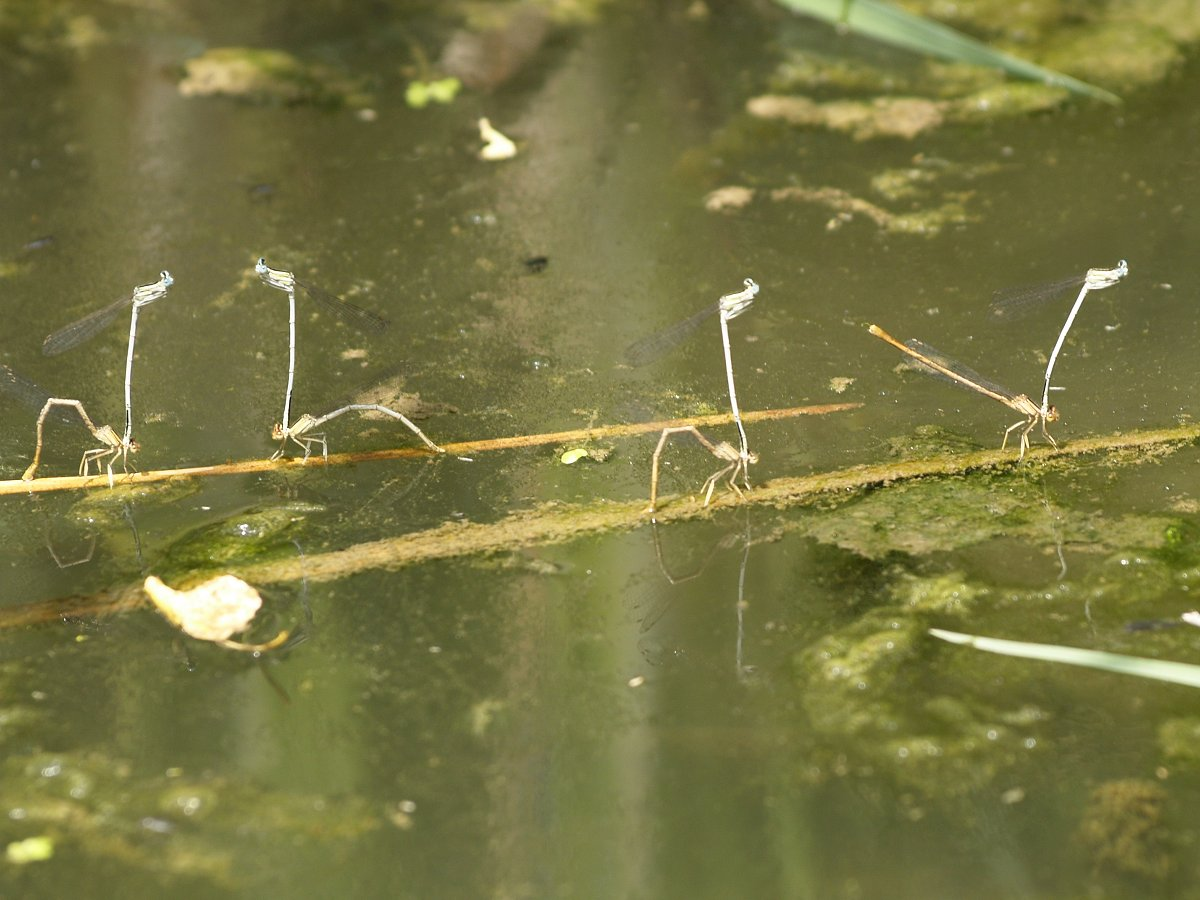
Größere Gruppe mehrerer Paare bei der Eiaglage